# Tech Deck

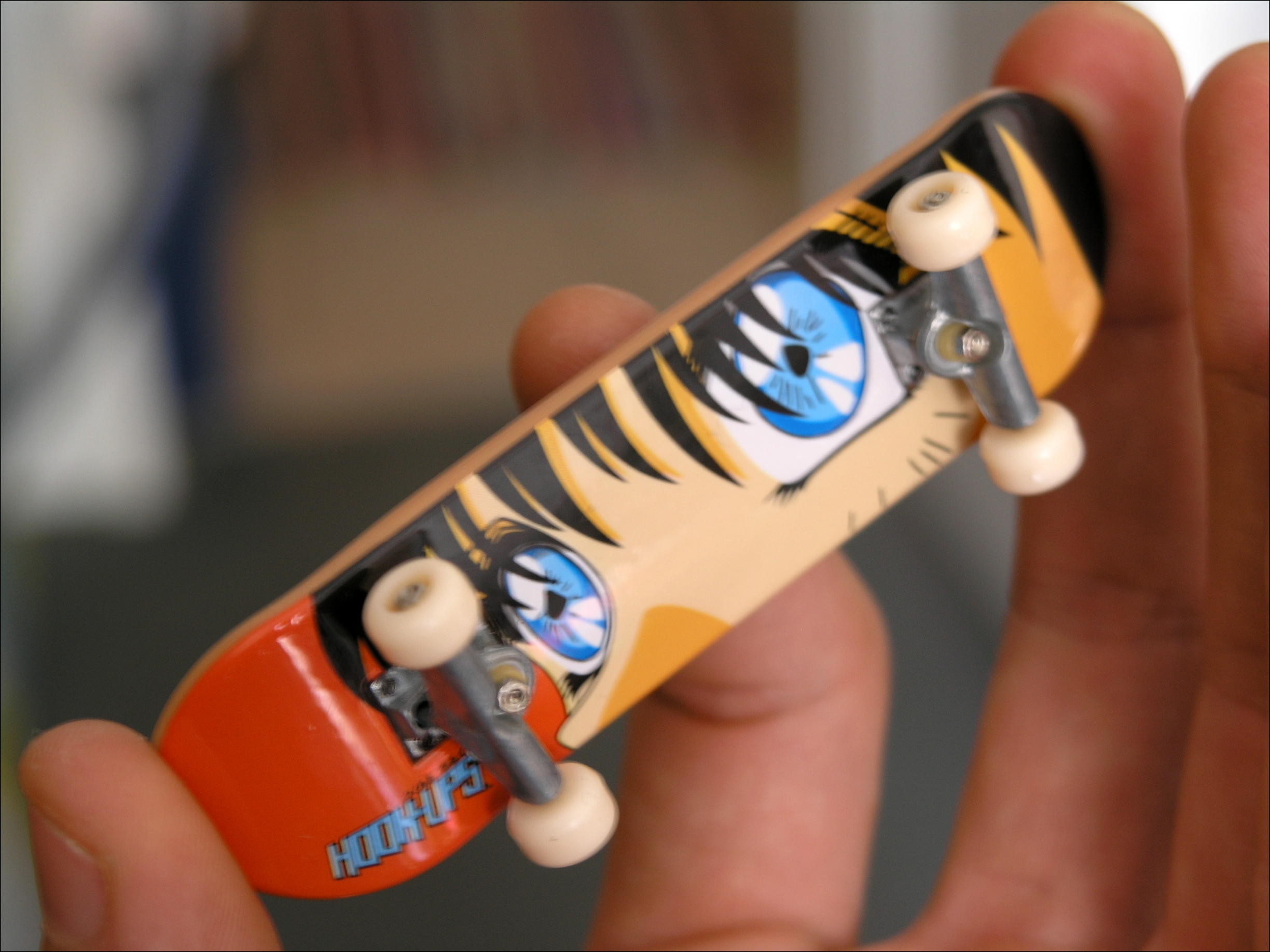
Een fingerboard.

Tech Deck is een in de Verenigde Staten gevestigd bedrijf dat vingerskateboards fabriceert.

## Geschiedenis
In 1998 besloot op een regenachtige dag oprichter Steven Asher binnen te gaan skateboarden. Met een schaar en een stukje hout creëerde hij het eerste vingerskateboard, waarbij hij gebruik maakte van stukjes hout van 3 inch (7 tot 8 centimeter). Net als bij echte skateboards maakte hij kleurrijke tekeningen (graphics) op de onderkant.
Zijn vader Peter Asher, een veteraan in de speelgoedindustrie, zag wat in het werk van zijn zoon en besloot het uit te brengen op de markt. Om het goed aan te passen aan de werkelijkheid werden er echt metalen trucks, echte griptape en echte realistische graphics aangebracht.

## Tegenwoordig
Sindsdien heeft Tech Decks meer dan 4.000 graphics van skateboards overgenomen en gefabriceerd op miniformaat. Echt bestaande merken zoals Zero Skateboards, Flip Skateboards, Foundation Skateboards en nog veel meer anderen werden gebruikt hiervoor.
Er zijn inmiddels al meer dan 35 miljoen exemplaren verkocht.